# 고야마 다쿠야
고야마 다쿠야(일본어: 小山 拓哉, 1997년 4월 20일 ~ )는 일본의 축구 선수이다.

## 구단 경력
그는 2016년 J리그의 FC 도쿄에서 활동하였다.